# René Sarvil
René Sarvil, nacido como René Ernest Antoine Crescenzo (Toulon, 18 de enero de 1901–Marsella, 31 de marzo de 1975) fue un actor y cantante de nacionalidad francesa.

## Biografía
Nacido en Toulon, Francia, su verdadero nombre era René Ernest Antoine Crescenzo. Hijo de un inmigrante italiano, Sarvil pasó su infancia en Marsella, ciudad en la que con 15 años tuvo sus primeras actuaciones como aficionado. En 1930 llegó a París, donde desarrolló su carrera. 
Criado en los viejos barrios marselleses, su experiencia en esos años le proporcionó un perfecto conocimiento del mundo de los marinos y los pescadores, del cual se convirtió en cronista. Además, conocía bien el habla marsellesa y comprendía el provenzal, que hablaba una de sus abuelas. Todas estas influencias contribuyeron a dar un carácter tradicional a lo que se conocería como Las Operetas Marsellesas.
Sarvil conoció al humorista Pierre Dac, para el que escribió sketches de su espectáculo en el cabaret de la Lune rousse, y al actor Alibert, que le propuso crear juntos una «revista marsellesa», iniciativa que instaló definitivamente al género marsellés en la capital. También colaboró con el compositor Vincent Scotto, con el cual trabajó a lo largo de muchos años, produciendo éxitos como la canción La Canebière.
Produjo los siete libretos y todas las letras de las canciones de Las Operetas Marsellesas. Además fue autor de la mayoría de las revistas que se representaron en Marsella entre 1939 y 1944 en el Odéon de la Canebière y en el Alcázar. 
Aparte de su trayectoria en la opereta marsellesa, Sarvil también actuó para el cine, y en 1953 Marcel Pagnol le dio un papel en su film Manon des sources.
Modesto a pesar del éxito de sus obras (un millar de textos de canciones a lo largo de 50 años de carrera), fue, según su biógrafo y sobrino Georges Crescenzo en colaboración con el periodista Michel Allione, «el olvidado de la Canebière» (una de las principales calles de Marsella), no recibiendo el reconocimiento merecido. Sin embargo, y gracias a sus composiciones, Sarvil contribuyó al éxito internacional de artistas como Vincent Scotto, Tino Rossi, Maurice Chevalier, Fernandel, Félix Mayol, Édith Piaf, Marie Dubas o Reda Caire, entre otros.
René Sarvil falleció en Marsella, Francia, en 1975. Fue enterrado en el Cementerio Saint-Pierre (Marsella).

## Filmografía
- 1932 : Clochard, de Robert Péguy
- 1932 : Toine, de René Gaveau - únicamente música
- 1932 : Allo!...police!, de Robert Péguy
- 1932 : Le Casque de fer, de René Barberis, además música
- 1932 : Le Mystère du château d'If, de René Barberis - además música
- 1933 : Au pays du soleil, de Robert Péguy, además música y guion
- 1934 : Trois de la marine, de Charles Barrois – solo guion y música
- 1934 : Le Billet de mille, de Marc Didier
- 1935 : Arènes joyeuses, de Karl Anton – solo música
- 1935 : Marius et Olive à Paris, de Jean Epstein
- 1936 : Le Grand Refrain, de Yves Mirande
- 1936 : L'École des journalistes, de Christian-Jaque, también música
- 1937 : Un soir à Marseille, de Maurice de Canonge – solo guion
- 1937 : Titin des Martigues, de René Pujol
- 1937 : Un de la Canebière, de René Pujol
- 1938 : Un de la cavalerie, de Maurice Cammage
- 1939 : Les Gangsters du château d'If, de René Pujol, también música
- 1940 : Le Roi des galéjeurs, de Fernand Rivers, también música
- 1940 : Retour au bonheur, de René Jayet, solo música
- 1941 : Notre Dame de la Mouise, de Robert Péguy
- 1941 : Fromont jeune et Risler aîné, de Léon Mathot
- 1942 : Andorra ou les hommes d'Airain, de Émile Couzinet
- 1945 : Cyrano de Bergerac, de Fernand Rivers
- 1949 : Les Joyeux conscrits, de Maurice Cammage
- 1950 : Porte d'Orient, de Jacques Daroy
- 1951 : Les Deux Gamines, de Maurice de Canonge
- 1952 : Au pays du soleil, de Maurice de Canonge, también guion
- 1952 : Sergil chez les filles, de Jacques Daroy
- 1952 : Manon des sources, de Marcel Pagnol
- 1953 : Une fille dans le soleil, de Maurice Cam
- 1953 : Jeunes Mariés, de Gilles Grangier
- 1954 : Les Lettres de mon moulin, segmento "Trois messes basses, les"
- 1955 : Les Impures, de Pierre Chevalier
- 1955 : Le Port du désir, de Edmond T. Gréville
- 1955 : Le Couteau sous la gorge, de Jacques Séverac
- 1956 : Trois de la Canebière, de Maurice de Canonge
- 1957 : Trois de la marine, de Maurice de Canonge, también guion
- 1957 : Le Naïf aux quarante enfants, de Philippe Agostini
- 1958 : Vivent les vacances, de Jean-Marc Thibault y Jean Laviron
- 1958 : Arènes joyeuses, de Maurice de Canonge, también música
- 1960 : Les Fortiches, de Georges Combret, también guion
- 1961 : La Belle Américaine, de Robert Dhéry
- 1963 : À corps perdu, de Jean Maley

## Teatro
- 1967 : Trilogie marseillaise, de Marcel Pagnol, escenografía de René Sarvil, Théâtre Sarah-Bernhardt, Théâtre des Ambassadeurs
- 1968 : Trilogie marseillaise, de Marcel Pagnol, escenografía de René Sarvil, Théâtre des Célestins